# Gare de Westrozebeke
La gare de Westrozebeke est une ancienne gare ferroviaire belge de la ligne 63, de Thourout à Ypres située au hameau de Vijfwegen sur l'ancienne commune de Westrozebeke, section de la commune de Staden, en région flamande dans la Province de Flandre-Occidentale.
Mise en service en 1873 par le Chemin de fer d'Ostende à Armentières, elle ferme en 1955 aux voyageurs. La ligne est hors-service depuis 2003.

## Situation ferroviaire
Établie à 22 m d'altitude, la gare de Westrozebeke était située au point kilométrique (PK) 16.9 de la ligne 63, de Thourout à Ypres entre les gares de Staden et Poelcapelle.

## Histoire
La halte de Westrozebeke est mise en service le 15 août 1873 par la Compagnie du chemin de fer d'Ostende à Armentières, lorsqu'elle ouvre à l'exploitation la ligne de Thourout à Ypres construite par la Compagnie des bassins houillers du Hainaut.
Alors administrée depuis la gare de Poelcapelle, elle se trouve à relative distance du village de Westrozebeke (3 km à la lisière du hameau de Vijfwegen (nl)). La Compagnie d'Ostende-Armentières s'est intégrée en 1867 au sein de la Société générale d'exploitation de chemins de fer (SGE) qui regroupe plusieurs des lignes voisines, notamment la section d'Ypres à Comines qu'utilisent les trains de la compagnie circulant vers Armentières et Lille. La Compagnie des Bassins houillers du Hainaut, société administrée par l'homme d'affaires Simon Philippart, y joue un rôle central.
L'État belge, future SNCB, qui avait déjà racheté la plupart des concessions de la SGE en dehors de la Flandre-Occidentale, rachète celle d'Ostende-Armentières en 1880 alors que le syndicat d'exploitation venait d'être dissout. La Compagnie des chemins de fer de la Flandre-Occidentale est, elle, rachetée en 1907.
Le bâtiment de la gare construit par la Compagnie d'Ostende à Armentières est en grande partie détruit au cours de la Première guerre mondiale. Une série de baraques provisoires en bois le remplacent jusqu'à la mise en service d'un nouveau bâtiment au début des années 1920.
La SNCB supprime les trains de voyageurs sur la ligne le 22 mai 1955. Les trains de marchandises continuent à circuler jusqu'en 1990. La ligne est conservée jusqu'en 2003 à des fins stratégiques en raison de l'embranchement vers le camp militaire de Houthulst.
En 2006, un chemin pour les piétons et cyclistes baptisé « Vrijbosroute » est aménagé sur l'ancienne ligne 63.

## Patrimoine ferroviaire
Le bâtiment des recettes de type « Reconstruction » et son annexe construite à la même époque est utilisé comme lieu associatif. Il appartient à un plan type différent des trois autres gares reconstruites après la guerre sur la ligne.

### Premier bâtiment
L'aspect du bâtiment d'origine n'est connu que par une photographie datant d'après 1918 montrant une aile en brique d'une travée accolée à un vestige de mur du bâtiment détruit dont subsiste une autre travée. Un œil-de-bœuf a été percé dans le mur menant à cette partie du bâtiment. Ce restant du bâtiment d'origine semble avoir été conservé un temps comme local de service et démoli peu après l'entrée en service du nouveau bâtiment en briques qui apparaît déjà sur cette photographie. Le sommet du pignon de l'autre côté de cette aile est surmonté d'une coiffe rectangulaire, motif que l'on retrouvait aussi sur le grand bâtiment de la gare de Langemark.

### Bâtiments provisoires
Un bunker en béton est érigé sur le quai à droite du bâtiment d'origine pendant la Première guerre mondiale et quatre bâtiments en bois sont réalisés pour remplacer la gare détruite. Il n'apparaît encore lorsque la nouvelle gare en brique est en service avec la base d'un second ouvrage à l'écart des voies.
Situé à droite du bunker et des restes du bâtiment détruit, une cabane revêtue de plaques lisses au toit à un seul versant portait le nom de la gare sur une carte postale de 1921. Elle a été démontée en premier car elle occupait le site du nouveau bâtiment. Une seconde construction en planches apparentes se trouvait entre le bunker et la gare d'origine. De l'autre côté se trouvait une annexe servant d'entrepôt et un baraquement plus grand qui portait également le nom de la gare sur un panneau. Ces trois constructions ainsi que le vestige du bâtiment d'origine ont été détruites après la construction de la nouvelle gare.

### Nouveau bâtiment
Construit après 1921 pour remplacer les constructions temporaires, ce petit bâtiment correspond à l'un des deux plans type standard pour les gares sans étage type « Reconstruction » des Chemins de fer de l'État belge.
Il est divisé en deux parties avec une façade continue côté quai et une partie légèrement plus basse, plus étroite côté rue, servant de bureau et de magasin pour les colis. Côté quai, elle possède deux travées triples (deux fenêtres et une porte chacune) tandis qu'elle affiche trois petites fenêtres côté rue (pour protéger les marchandises des vols) et une porte de service. L'accès au magasin se fait au travers du mur-pignon.
La partie haute où se trouvait la salle d'attente et le guichet possède deux groupes de fenêtres côté rue (un double et un triple) ainsi que deux fenêtres et deux portes menant au quai. Le mur pignon de cette partie est percé de deux baies éclairant les combles.
L'entrée des voyageurs côté rue se faisait par une porte perpendiculaire au reste de la façade au niveau du raccord entre les deux parties avec un porche et une extension de toiture descendant plus bas.
De telles gares ont été construites à Houthem, Pont-Rouge ainsi que Ramskapelle mais Westrozebeke est le seul exemple encore en existence à être proche de son état d'origine avec de petites fenêtres réparties sur deux niveaux au rez-de-chaussée. Comme la majorité des bâtiments de cette famille, la façade est en briques non peintes et chaque angle du toit est brisé par une demi-croupe.
Transformée en maison de village et local associatif, il jouxte la voie verte et une plaine de jeux avec un escalier en bois menant au grenier. Il figure depuis 2009 dans la liste du patrimoine architectural de la communauté flamande.
L'ancienne annexe, qui servait possiblement de lampisterie et toilettes, a également été conservée.

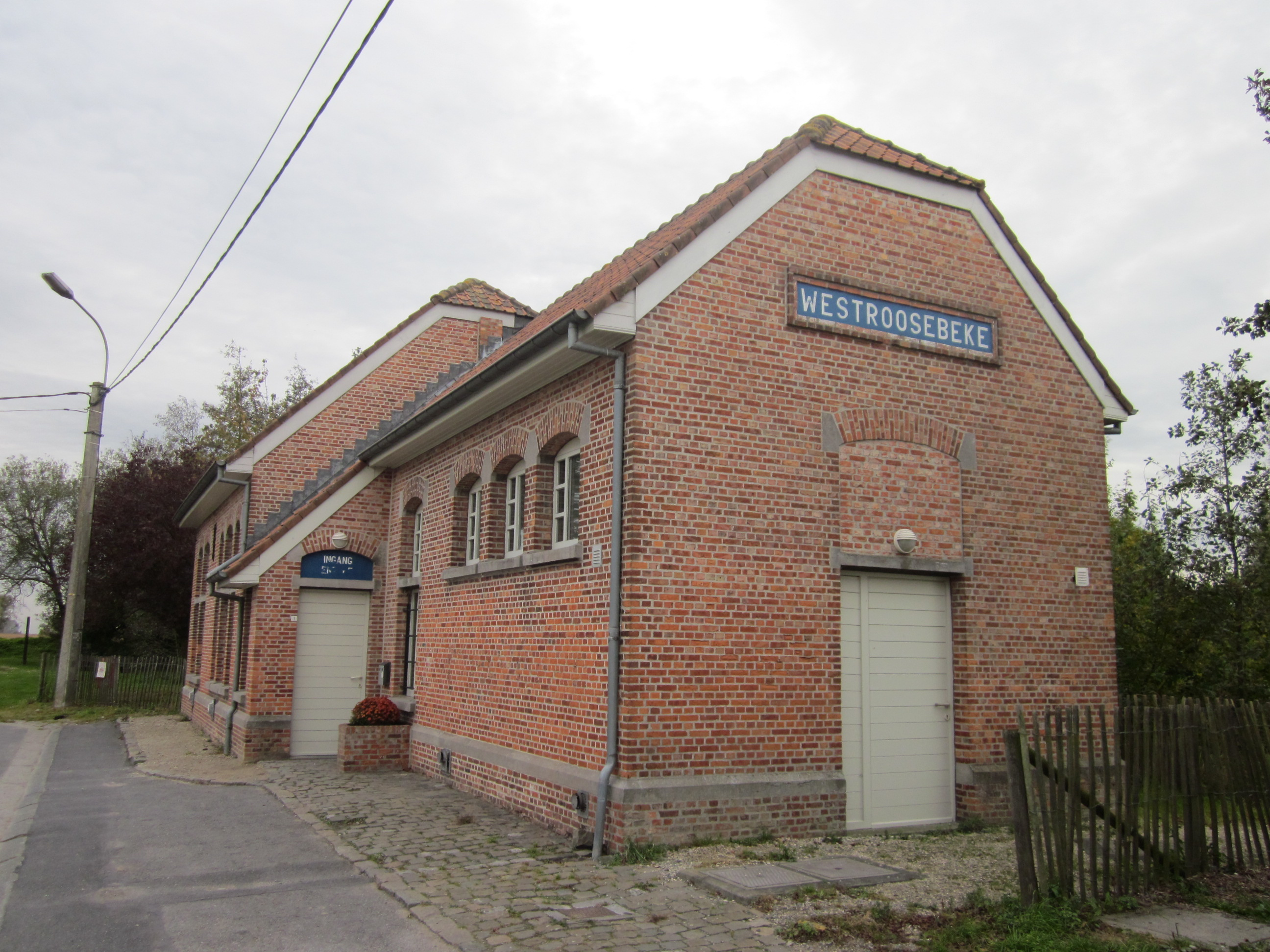
Bâtiment côté rue. L'entrée des marchandises se trouvait au centre et celle des voyageurs à gauche.
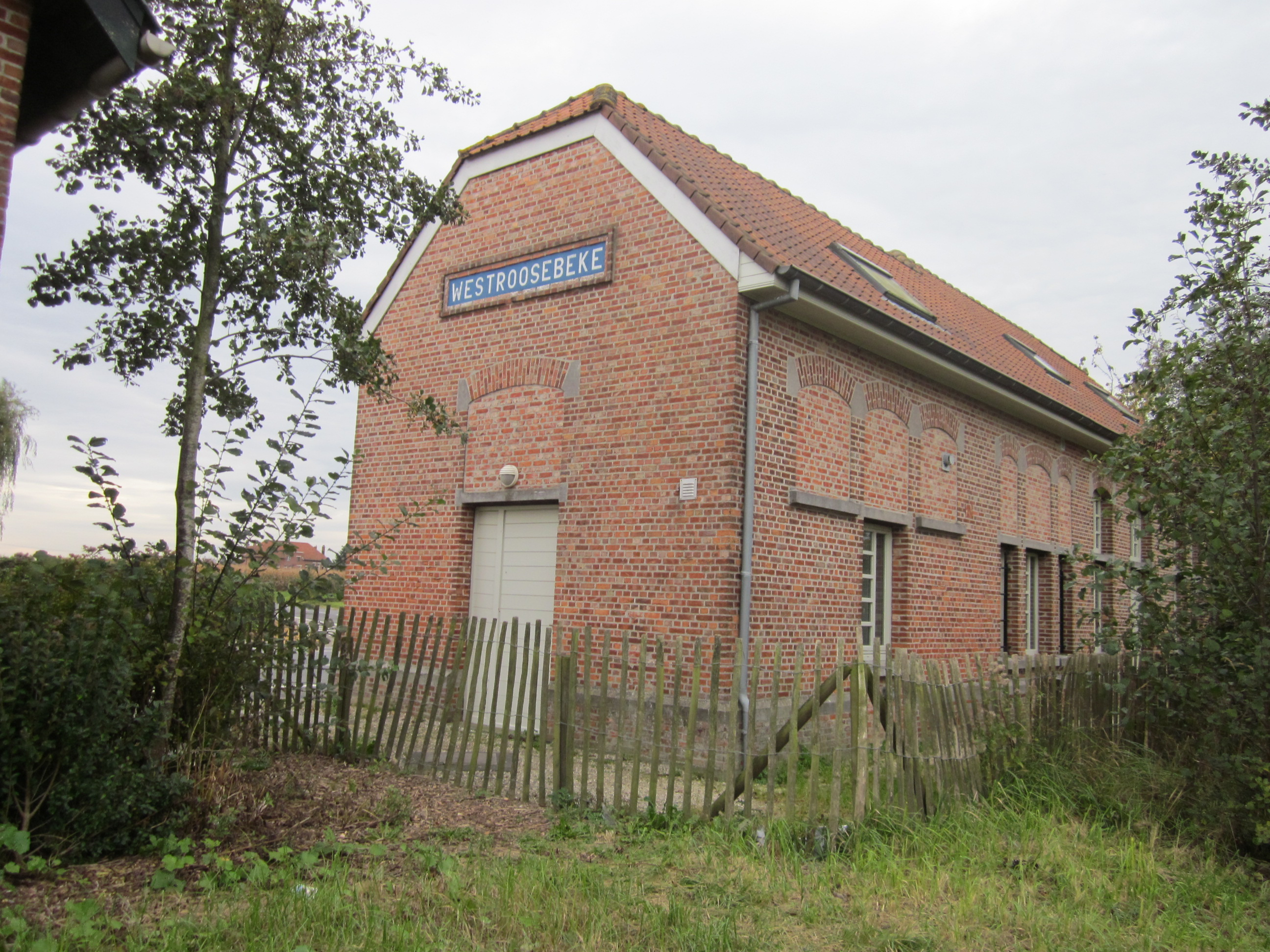
Bâtiment côté voies. Au premier plan l'espace dévolu aux colis et bagages.
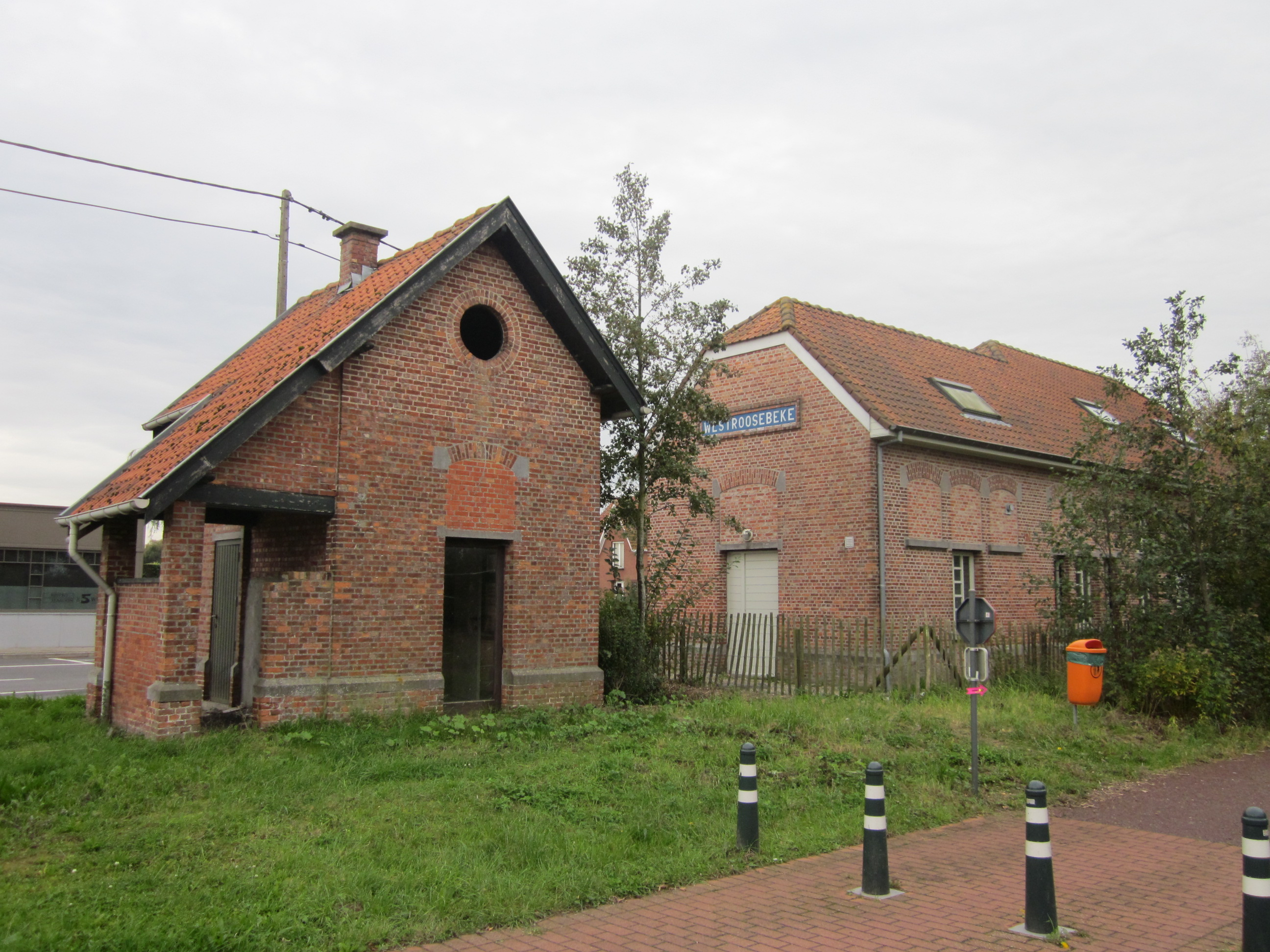
Ancienne annexe.
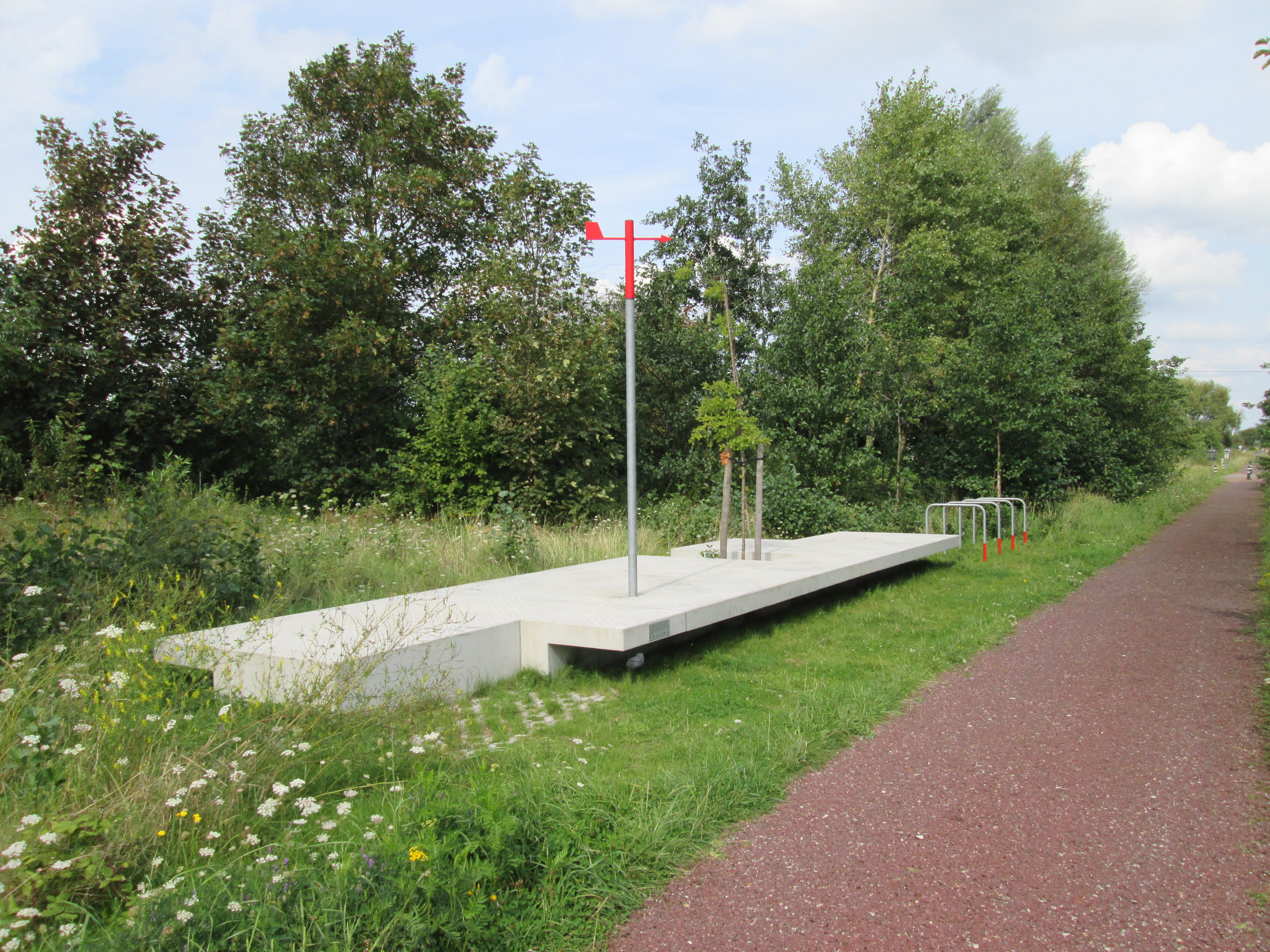
Chemin et aire de repos.